# Giuseppe Muraglia
Giuseppe Muraglia (Andria, 3 de agosto de 1979) es un  ciclista profesional italiano. Como amateur ganó el Baby Giro en 2002, convirtiéndose en una de las promesas del ciclismo italiano, que posteriormente no llegó a cumplir con las expectativas.
En el 2007 fue sancionado por dopaje con dos años de suspensión con lo que le anularon todos los resultados posteriores al análisis de dicho positivo, incluyendo la victoria en la Clásica de Almería de aquel año.

## Palmarés
2005
- 1 etapa del Giro del Trentino

2010
- 1 etapa del Giro Reggio Calabria

## Resultados en las grandes vueltas
| Carrera         | 2003 | 2004 | 2005 | 2006 | 2007 | 2008 | 2009 | 2010 | 2011 |
| --------------- | ---- | ---- | ---- | ---- | ---- | ---- | ---- | ---- | ---- |
| Giro de Italia  | Ab.  | 57.º | -    | -    | -    | -    | -    | -    | -    |
| Tour de Francia | -    | -    | -    | -    | -    | -    | -    | -    | -    |
| Vuelta a España | -    | -    | -    | -    | -    | -    | -    | -    | -    |
| Mundial en Ruta | -    | -    | -    | -    | -    | -    | -    | -    | -    |

-: no participa

Ab.: abandono

## Equipos
- Formaggi Pinzolo Fiavè (2003-2004)
- LPR Brakes (2005-2006)
- Acqua & Sapone (2007)
- Centri della Calzatura (2009)[2]
- CDC-Cavaliere (2010)
- D'Angelo & Antenucci-Nippo (2011)